# Harald roi des Danois
Harald roi des Danois est un souverain qui règne sur les danois à la fin du VIIIe siècle.

## Éléments de biographie
Harald est vraisemblablement prédécesseur de Sigfred. Il n'est connu comme un « roi antérieur », que par le témoignage indirect des Annales regni Francorum qui évoquent certains membres de sa parenté.
Il semble qu'il soit le père ou le frère du « Nordmanni missi Sigifridi regis, id est Halptani » c'est-à-dire  Halfdan émissaire du roi Sigfred en 782. Ce dernier est identifié avec le Halfdan père de quatre personnages qualifiés de « nepos du roi Harald »:
- Anulo ou Hringr, mort en 812 ;
- Harald Klak, mort vers 852 ;
- Reginfred, mort en 814 ;
- Hemming, otage de Charlemagne en 812, mort en 837.

## Sources
- Georges Tessier, VIIIe siècle Charlemagne, Paris, Albin Michel, coll. « Le Mémorial des Siècles », 1967, 443 p., p. 186.
- (la) Annales Regni Francorum (The Latin Library).